# Negra Point
Der Negra Point (englisch; spanisch Punta Negra ‚Schwarze Landspitze‘) ist eine steil aufragende Landspitze aus dunklem Fels von Robert Island im Archipel der Südlichen Shetlandinseln. Sie bildet die Ostseite der Einfahrt zur Mitchell Cove.
Wissenschaftler der 29. Chilenische Antarktisexpedition (1974–1975) kartierten sie und gaben ihr ihren deskriptiven Namen. Das UK Antarctic Place-Names Committee übertrug diesen 2005 in einer Teilübersetzung ins Englische.